# Campeonato Kuwaitiano de Futebol
The Kuwaiti Premier League/ VIVA Premier League é a divisão principal do futebol nacional do Kuwait.

## Nomes do torneio
- 1960-1980: Kuwaiti League
- 1980-2012: Kuwaiti Premier League
- 2012-2018: Kuwaiti VIVA Premier League

## Kuwaiti Premier League clubes (2018–19)
- Al Arabi (Al Mansouriah)
- Al Fahaheel
- Al Jahra (Jahra)
- Al Kuwait (Kaifan)
- Al Naser (Jleeb Al-Shuyoukh)
- Al Qadsia (Hawalli)
- Al Salmiya SC (Salmiya)
- Al Shabab (Al Ahmadi)
- Al Tadamon (Farwaniya)
- Kazma (Kuwait (cidade))